# إتش إس. لي
إتش إس. لي (بالملايوية: H. S. Lee)‏ هو شخصية أعمال ماليزي، ولد في 19 نوفمبر 1900 في هونغ كونغ البريطانية في المملكة المتحدة، وتوفي في 22 يونيو 1988 في كوالالمبور في ماليزيا.